# Národní banka Slovenska
Národní banka Slovenska (slovensky Národná banka Slovenska, zkratkou NBS) je centrální bankou Slovenska. Vznikla 1. ledna 1993, po rozpadu Československa na základě zákona NR SR č. 566/1992 Zb. o Národnej banke Slovenska. Ten také určuje její postavení, pravomoci a úlohy. NBS je nezávislou institucí, její základní funkcí je udržování stability slovenských cen. Vykonává také dohled nad slovenským finančním trhem, řídí a udržuje množství peněz v oběhu atd. Sídlí v moderní budově Bratislavě, na Slovensku má dalších osm regionálních poboček.

## Budova Národní banky Slovenska
Budova Národní banky Slovenska je se svými 111 metry jednou z vysokých budov v Bratislavě, stavba byla otevřena v květnu 2002. Má celkem 33 nadzemních a 3 podzemní patra, dopravu mezi nimi zajišťuje 23 výtahů. Díky svým parametrům se stala jednou z dominant Bratislavy. Budova svým designem, ale i technickým vybavením patří mezi supermoderní kancelářské budovy 21. století a obdržela prestižní ocenění Stavba roku 2002.